# Шигашет
Шигашет (котт. Šigišet — лебединая речка) — упразднённая деревня в Абанском районе Красноярского края России. Входила в состав Почетского сельсовета. Упразднена в 2021 г.

## География
Деревня находится в восточной части Красноярского края, на правом берегу реки Малый Шигашет (бассейн реки Ангара), на расстоянии приблизительно 54 километров (по прямой) к северо-северо-востоку (NNE) от посёлка Абан, административного центра района. Абсолютная высота — 242 метра над уровнем моря.

## Происхождение названия
Название Шигашет происходит, вероятно, от котт. šigi — лебедь и šet — река.

## Население
| 1989 | 2002 | 2010 |
| ---- | ---- | ---- |
| 19   | ↘0   | →0   |